# آخرین عشق ولیعهد رودولف (فیلم ۱۹۵۵)
آخرین عشق ولیعهد رودولف (انگلیسی: Crown Prince Rudolph's Last Love) یک فیلم درام تاریخی اتریشی محصول ۱۹۵۵ به کارگردانی رودولف یوگرت و با بازی رودولف پرک، کریستیانه هوربیگر و وینی مارکوس است. این فیلم حادثه غم‌انگیز مایرلینگ رودلف، ولیعهد اتریش–مجارستان در سال ۱۸۸۹ و معشوقه‌اش بارونس ماری وتسرا را که خودکشی کردند را به تصویر می‌کشد.